# 奥村奈穂美
奥村 奈穂美（おくむら なおみ、1981年11月7日 - ）は、IBC岩手放送（IBC）のアナウンサー。

## 来歴・人物
滋賀県八日市市（当時、現在の東近江市）出身。血液型はA型、星座はさそり座。関西学院大学文学部出身。在学中は関西学院大学総部放送局（KGB）に所属。2004年、IBCに入社（同期は貞平麻衣子、浅見智）。
第34回（2008年度）アノンシスト賞テレビフリートーク部門で優秀賞受賞。
2011年7月1日より産休。同年8月13日に第一子となる長男を出産した。2012年4月、職場復帰。
2016年10月より再度の産休となる。2017年11月職場復帰。
2025年2月1日よりアナウンス部副部長に昇進。

## 現在の担当番組

### テレビ
- 金YO!瓦BAN（毎週金曜15:40-16:47 進行役）
- 岩手日報IBCニュース
- わが町バンザイ（毎週水曜 19:00 - 19:57 　2014年6月4日-）浅見智との共演
- 放送開始・終了アナウンス（デジタル放送、声のみ）
- 放送ジャンクションアナウンス（アナログ・デジタル放送、声のみ）

### ラジオ
- 新米ママの井戸端会議（土曜 6:00 - 6:15→金曜12:45 - 13:00→水曜 17:45-18:00）
- リクエストマンデー（2023年10月 - ）
- ワイドステーション（火曜担当 2024年4月 - 、以前の担当歴は後述）

### CM
- テレビ
  - いわてみんなのSDGs
  - 2022年4月10日午後2時～ プロ野球「千葉ロッテマリーンズVS北海道日本ハムファイターズ」を放送します！
- ラジオ
  - 日報ジュニアウィークリー（毎週火曜日に発行）
  - IBC非行防止キャンペーン
  - ベルウッドハウスの鈴正
  - ロックセンター - 照井健（IBC岩手放送アナウンサー）と声の共演。
  - 紫波産直マルシェ
  - フレッシュフラワー
  - 美藤（弁当) - 菊池雪見（IBC岩手放送アナウンサー）との声の共演。
  - 西舘拓ガラス店
  - IBCラジオ「新米ママの井戸端会議」
  - IBCニュースエコー「つながる特派員」
  - ホームセンター サンデー
  - IBCラジオ「のびのびサタデー」
  - 八角病院（盛岡市）ほか

### 作品
- 岩手弁かるた～方言詩の世界 CD付き（2009年11月21日）菊池幸見、奥村奈穂美
- 岩手弁かるた～方言詩の世界2011 CD付き（2010年11月20日）菊池幸見、奥村奈穂美

## 過去の担当番組

### テレビ

#### レギュラー
- ニュースエコー（2004年4月-2005年3月（木金）、2009年4月-2011年3月（月-金）、2016年4月-2016年9月（月-水））
- じゃじゃじゃTV（レポーター及びスタジオ担当、2004年-2009年3月 2012年4月-2016年3月）※2006年10月-2007年9月は代理でMCを担当。
- じゃじゃじゃFriday（番組MC、2013年10月4日～2014年3月28日、MC以前は特集レポーターやヘルシーお魚倶楽部のコーナーを担当。）
- こびチャン！（月～金曜 9:55~10:20、2014年4月7日-6月27日）
- 金曜情報館（金曜 9:55~10:20、2014年7月4日-2016年3月25日）

#### 単発出演
- オールスター赤面申告!ハプニング大賞※TBSテレビ制作
- 決定!全国47都道府県超ランキングバトル!!出身県で性格診断!?ニッポン県民性発表SP※TBSテレビ制作
- 音楽の日2012（2012年7月14日、中継リポーター）※TBSテレビ制作

### ラジオ

#### レギュラー
- ラジオさんさんまる（水曜アシスタント）
- ワイドステーション（2006年4月-2009年3月 火曜担当、2012年10月-2016年3月 金曜担当）
- イブニングジャーナル（2013年10月～2014年3月）
- IBCこども音楽コンクール
- 農作業メモ

## エピソード
- 大学在学時にテレビ大阪で放送されていた『きらきらアフロ』（テレビ東京系列で放送）を気に入って、同じく同番組を地元東京で面白いと感じていた大塚富夫（当時のアナウンス部長、定年を迎えた現在も嘱託としてIBCにアナウンサーとして在籍）とともにIBCでのきらきらアフロの放送を開始するように編成部に売込みをしていた。その甲斐があって、2006年7月よりIBCでのネットがスタートした[2]。（ただし、IBCでは2012年3月で放送は打ち切りとなった）
- 2011年3月11日の東日本大震災発生直後、テレビのニューススタジオから速報を伝えた。その時の模様は、IBC岩手放送が製作した記録DVD『3.11岩手・大津波の記録～2011東日本大震災～』（竹書房発行）に収録されている。